# Daszkiwci (hromada Stara Sieniawa)
Daszkiwci (ukr. Дашківці) – wieś na Ukrainie, w obwodzie chmielnickim, w rejonie chmielnickim, w hromadzie Stara Sieniawa. W 2001 roku liczyła 225 mieszkańców.

## Zabytki
- Pałac w Daszkowcach; wewnątrz stiukowe rozety na suficie, przy wejściu półokrągłe pilastry, po 1945 funkcjonowała w nim szkoła[2]